# Pearl Shepard
Pearl Shepard (17 de enero de 1900 – 8 de septiembre de 1993), nacida Pearl Ginsberg, fue una actriz estadounidense en películas mudas. Su relación con un príncipe egipcio fue noticia en 1924 y 1925.

## Biografía
Shepard era de la ciudad de Nueva York, hija de Morris (o Maurice) Ginsberg y Essie Ginsberg. Su padre era un peletero, nacido en Rusia.
Shepard, conocida por su pelo castaño rojizo, ganó un concurso de belleza en el Madison Square Garden, y obtuvo un contrato cinematográfico con la Thanhouser Company. Florence La Badie fue su mentora en Thanhouser. Actuó en más de una docena de cortometrajes mudos y varias películas más largas, entre 1917 y 1922, a menudo comedias dirigidas por Frank P. Donovan.

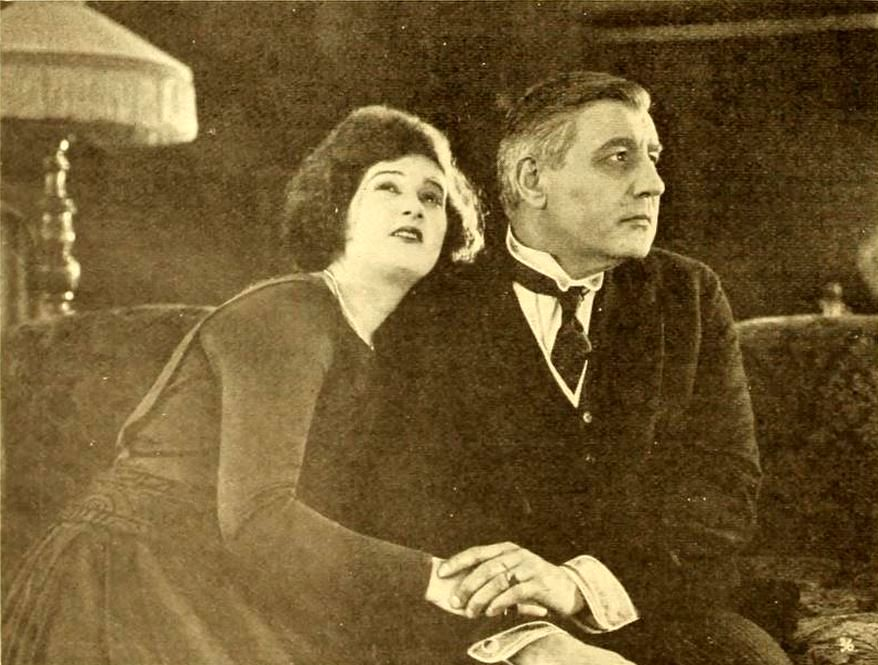
Pearl Shepard y Charles Richman en un fotograma de The Echo of Youth (1919), dirigida por Ivan Abramson

En 1924, la familia de Shepard anunció que se había casado con el príncipe egipcio Mohammed Ali Ibrahim en 1923. Se le describió como un "príncipe deportivo", y anteriormente había estado vinculado a las actrices Mabel Withee y Mabel Normand. Se rumoreaba que ella había regresado a la ciudad de Nueva York sin él en 1925. En 1935, ella todavía esperaba casarse con él, aunque estaba vinculado a otras actrices en la década de 1930. Vivió con su hermana en Rye, Nueva York, en la década de 1950.

## Filmografía
- The New Butler (1916, cortometraje, con Jerold T. Hevener)[20]
- A Harem Romance (1917, cortometraje)[21]
- His Winning Ways (1917, cortometraje)[21]
- Stealing a Sweetheart (1917, cortometraje)[22]
- A Boarding House Battle (1917, cortometraje)
- A Hash House Romance (1917, cortometraje)
- The Echo of Youth (1919)[23]
- Break the News to Mother (1919)[24]
- Bullin' the Bullsheviki (1919)[25]
- Why Leave Your Husband? (1920)
- His Valet (1921, cortometraje)[26]
- The Price of Possession (1921)[27]
- Mother Eternal (1921)
- The Wages of Sin (1922)
- Go Get 'Em Hutch (1922)[28]
- Between Two Husbands (1922)